# Wettlauf nach El Dorado
Wettlauf nach El Dorado ist ein Brettspiel des deutschen Spieleautors Reiner Knizia, das 2017 im Verlag Ravensburger erschien. Im gleichen Jahr wurde das Spiel gemeinsam mit Kingdomino und Magic Maze für das Spiel des Jahres nominiert. Es gewann den spanischen Spielepreis Juego del Año 2019 und wurde zudem beim Niederländischen Spielepreis nominiert.

## Spielweise
Bei Wettlauf nach El Dorado geht es thematisch um ein Rennen durch die südamerikanische Wildnis zum sagenumwobenen Eldorado, wo den Gewinner Schätze in Form von Gold, Juwelen und wertvollen Artefakten erwarten. Die Spieler spielen die Rolle eines Expeditionsleiters, der mit Hilfe von Karten sein Expeditionsteam zusammenstellt und durch das Anheuern neuer Mitglieder oder den Kauf hilfreicher Gegenstände kontinuierlich verbessert. Das Spiel verbindet dabei Elemente eines Rennspiels mit einem Deck-Building, wie dieses etwa von Dominion oder anderen Spielen bekannt ist.
Das Spielmaterial besteht neben der Spielanleitung aus:
- sieben großen und doppelseitig bedruckten Spielplanteilen,
- einem Startfelderplan und einem Zielfeldplan,
- mehreren kleineren Spielplanteilen,
- sechs Blockaden,
- jeweils zwei Spielfiguren in 4 Spielerfarben (blau, weiß, grün und rot),
- vier Spielertafeln,
- jeweils 8 Basiskarten pro Spielerfarbe (je ein Matrose, drei Forscher und vier Reisende),
- einer Markttafel,
- 54 Expeditionskarten,
- ein Startspieler-Marker,
- 36 Höhlen-Plättchen (für die Höhlen-Variante)

### Spielvorbereitung
Zu Beginn des Spiels wählt jeder Mitspieler eine Farbe aus und bekommt je eine Spielfigur (bei 2 Spielern zwei Spielfiguren), eine Spielertafel und das Set aus 8 Basiskarten seiner Spielerfarbe. Aus den Spielplanteilen wird ein Spielplan zusammengelegt, wobei die verschiedenen Teile eine variable Strecke zwischen dem Startfelderplan und dem Zielfeldplan ergeben. Zwischen den Teilen wird jeweils eine Barriere platziert. Die Markttafel wird in der Spielmitte platziert und entsprechend der Spielanleitung mit Expeditionskarten ausgestattet. Die Spieler stellen, beginnend mit dem Startspieler, ihre Spielfiguren auf die Startfelder. Danach mischen sie jeweils ihre Basiskarten und legen den Stapel als verdeckten Nachziehstapel auf ihre Spielertafel. Zuletzt zieht jeder Mitspieler vier Handkarten.

### Spielablauf
Die Spieler spielen, beginnend mit dem Startspieler, im Uhrzeigersinn nacheinander. Der Spieler, der an der Reihe ist, beginnt seinen Zug damit, einzelne Karten aus seiner Kartenhand auszuspielen und abhängig von diesen entweder seine Spielfigur auf dem Spielplan zu ziehen oder Karten aus der Marktauslage zu kaufen. Jede Karte kann dabei in einem Zug nur einmal genutzt werden und kommt danach auf den Ablagestapel. Einige der Karten, die auf dem Markt gekauft werden können, können nur einmal genutzt werden und sind entsprechend gekennzeichnet; diese Karten kommen nach ihrem Einsatz aus dem Spiel.
Eine Bewegung erfolgt auf oder über verschiedene Landschaftsfelder. Um seine Figur zu bewegen, muss ein Spieler eine Karte ausspielen, die dem Landschaftstyp entspricht und mindestens über die Stärke verfügt, die über die Symbole auf dem Feld angezeigt werden. Dabei handelt es sich vor allem um Waldfelder (mit einer oder mehreren Macheten), Wasserfelder (mit einer oder mehreren Paddeln) und Dorf-Felder (mit einer oder mehreren Münzen). Hat ein Spieler nach Betreten eines Feldes noch Stärke übrig, kann er auf weitere Felder des gleichen Landschaftstyps gehen, bis diese aufgebraucht ist. Mehrere Karten können allerdings nicht kombiniert werden, um auf ein Landschaftsfeld mit hohem Stärkewert zu ziehen. Besondere Felder sind die Geröllfelder und Basislager. Bei den Geröllfeldern muss ein Spieler die angegebene Anzahl von Karten unabhängig von ihrem Stärkewert ablegen, um sie zu betreten. Bei einem Basislager werden die dafür benötigten Karten aus dem Spiel genommen und kommen nicht zurück in den Kartenstock. Gebirgsfelder und Felder, auf denen eine andere Spielfigur steht, dürfen nicht betreten werden. Möchte ein Spieler eine Barriere überschreiten, wird diese aufgedeckt und der Spieler muss den darauf geforderten Stärkewert bezahlen, um weiter zu kommen.
Karten können zudem eingesetzt werden, um weitere Karten zu kaufen. Dabei wird der Wert der Karten bezahlt, um neue Karten aus der Marktauslage zu kaufen (bei Karten mit Münzsymbol entspricht der Wert dem Stärkewert, bei allen anderen 1/2 Münze pro Karte). Der Spieler legt zum Kauf Karten aus seiner Hand in dem Wert in die Ablage, die dem angegebenen Kaufpreis der Karten entspricht, die er kaufen möchte. Auch diese Karte wird dann auf die Ablage gelegt und kommt erst dann auf die Hand, wenn sie aus dem Nachziehstapel gezogen wird. Gekauft werden immer nur Karten aus der Marktauslage, auf der immer maximal sechs Typen von Karten liegen dürfen. Ist ein Slot ausverkauft und damit leer, kann ein Spieler beim Kauf entscheiden, einen neuen Kartentyp aus der Auslage in die Marktauslage zu nehmen und die Karte dann zu kaufen.
Am Ende eines Zuges werden alle ausgespielten und alle neu gekauften Karten auf den Ablagestapel gelegt. Hat ein Spieler noch Karten auf der Hand, kann er entscheiden, diese zu behalten oder ebenfalls abzulegen. Danach werden so viele Karten vom Nachziehstapel gezogen, bis der Spieler wieder genau vier Handkarten hat. Reichen die Karten des Nachziehstapels nicht aus, werden erst alle verfügbaren Karten genommen, danach wird der Ablagestapel gemischt und als neuer Nachziehstapel bereitgelegt. Vom neuen Stapel füllt der Spieler dann seine Handkarten auf vier auf.

### Spielende und Auswertung
Das Spiel endet, wenn ein Spieler mit seiner Figur auf eines der drei Felder der Zieltafel gelangt. Die Figur wird dann nach El Dorado gestellt und die Runde wird zu Ende gespielt. Gelingt es in dieser Runde einem weiteren Spieler, in El Dorado anzukommen, gewinnt der Spieler, der die meisten Barrieren überwunden hat und vorweisen kann.

### Spiel für zwei Spieler
Beim Spiel für zwei Spieler gelten die gleichen Regeln wie beim Spiel für drei bis vier Spieler. In dieser Version übernimmt ein Spieler jedoch zwei Spielfiguren und darf bei Ausspielen seiner Karten auch jedes Mal entscheiden, welche seiner Figuren er bewegt. Gewonnen hat der Spieler, der zuerst mit beiden Figuren El Dorado erreicht hat.

### Höhlen-Variante
Für die Höhlen-Variante des Spiels werden zusätzlich zu dem Material des Normalspiels die 36 Höhlen-Plättchen benötigt. Diese zusätzlichen Höhlen ermögliches es dem Spieler durch die Erkundung von Höhlen Plättchen zu finden, die Vorteile bringen. Beim Aufbau werden dabei auf jedes Gebirgsfeld verdeckt vier Höhlenplättchen gestapelt. Sobald ein Spieler mit seiner Figur neben einem Höhlenstapel stehen bleibt, kann er diese erkunden und bekommt das jeweils oberste Plättchen. Dieses legt er vor sich ab und kann es jederzeit einsetzen. Will ein Spieler eine Höhle mehrfach erkunden, muss er erst in einem Zug von dem Gebirge weg gehen und kann dann im nächsten Zug zurückkommen. Nachdem ein Höhlen-Plättchen eingesetzt wurde, wird es aus dem Spiel genommen.

## Ausgaben und Rezeption
Das Spiel Wettlauf nach El Dorado wurde von Reiner Knizia entwickelt und 2017 bei Ravensburger in einer deutschen und einer englischen Auflage veröffentlicht. Das Spiel erschien zur Nürnberger Spielwarenmesse 2017.
Das Spiel wurde 2017 neben Kingdomino und Magic Maze für den Spielepreis Spiel des Jahres nominiert. Die Jury begründete die Aufnahme wie folgt:

„‚Wettlauf nach El Dorado‘ kombiniert auf äußerst eingängige und clevere Weise Karten-Deckbau und Rennspiel. Vorneweg marschieren? Welch Glücksgefühl, wenn die Helfer einen Zwischensprint ermöglichen. Zeit aufwenden, um das Expeditionsteam zu optimieren? Klar, sonst fehlt am Ende die Ausdauer. Oder trödeln, um die Konkurrenz zu behindern? Ja, gerade das macht doch Spaß! Und aus diesen Gründen ist die taktische Hatz durch den Dschungel immer wieder abwechslungsreich und spannend.“

Beim Deutschen Spielepreis 2017 errang das Spiel den Platz 11 (der vom ausrichtenden Verlag wegen der Doppelbelegungen des Platzes 6 als Platz 10 bezeichnet wurde). Das Spiel wurde zudem 2020 beim Niederländischen Spielepreis zusammen mit Menara und dem Kartenspiel Punktesalat nominiert, konnte sich jedoch nicht gegen Punktesalat durchsetzen.

## Erweiterung
2019 erschien mit „Helden und Dämonen“ die erste Erweiterung zum Hauptspiel.

## Belege
1. 1 2 3 4 5 6 7 8 9 10  Spielregeln und Aufbauanleitung für Wettlauf nach El Dorado bei Ravensburger
2. ↑  
Versionen von Wettlauf nach El Dorado in der Datenbank BoardGameGeek; abgerufen am 1. Juli 2017.
3. ↑  Wettlauf nach El Dorado in der Spieledatenbank Luding; abgerufen am 1. Juli 2017.
4. 1 2  Wettlauf nach El Dorado auf der Website des Spiel des Jahres e.V.; abgerufen am 1. Juli 2017.
5. ↑  Familieprijs 2020: nominaties auf denederlandsespellenprijs.nl, 7. November 2020; abgerufen am 19. September 2021.